# Distretto di Kızılırmak
Il distretto di Kızılırmak (in turco Kızılırmak ilçesi) è uno dei distretti della provincia di Çankırı, in Turchia.